# Stara Praga

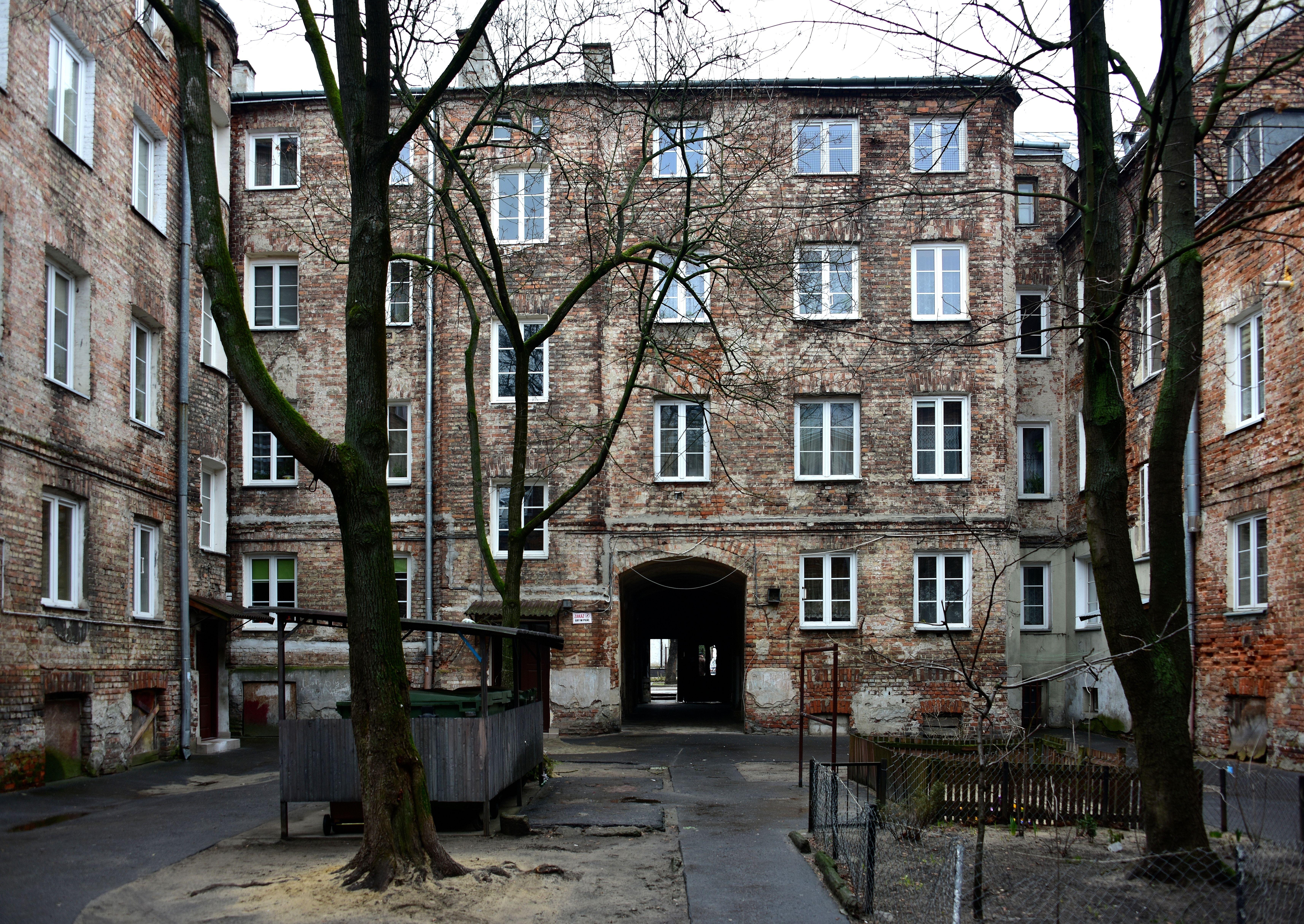
Podwórko kamienicy przy ul. Okrzei 29, jednej z setek kamienic czynszowych na Starej Pradze

Stara Praga – obszar MSI w dzielnicy Praga-Północ w Warszawie.

## Położenie
Według MSI granice Starej Pragi wyznacza:
- rzeka Wisła od zachodu,
- al. „Solidarności” od północy,
- ul. Markowska od wschodu,
- kolejowa linia średnicowa z Dworcem Wschodnim od południa.

W obrębie Starej Pragi znalazł się też Port Praski.

## Historia
- 1432 – pierwsza wzmianka o wsi szlacheckiej Praga
- 1637–1647 – właścicielem połowy dóbr praskich był Adam Kazanowski (Praga Magnacka), wymieniana osada Targowe na terenie dzisiejszej ulicy Targowej
- 1643 – fundacja z dotacji króla Władysława IV i jego rodziny kaplicy, wzorowana na Santa Casa w Loreto wraz ze słynącą łaskami figurą Matki Boskiej Loretańskiej – dziś na Nowej Pradze
- 1656 – zniszczenie Pragi podczas obrony Pragi przed wojskami szwedzkimi
- 1770 – w obrębie Okopów Lubomirskiego znajduje się Golędzinów, obie Pragi – Biskupia i Książęca oraz Skaryszew
- 1791 – włączenie Pragi do Warszawy na mocy ustawy znoszącej jurydyki; powstaje VII cyrkuł praski
- 1794 – rzeź Pragi
- 1806–1807 – wyburzenie zabudowy pod fortyfikacje napoleońskie
- 1862 – budowa dworca kolei Petersburskiej (obecnie Warszawa Wileńska)
- 1864 – oddanie do użytku stałego mostu inż. Stanisława Kierbedzia
- 1867 – budowa dworca kolei Terespolskiej (obecnie Warszawa Wschodnia)
- 1869 – wzniesienie cerkwi św. Marii Magdaleny
- 1882 – Praga liczy około 16 000 mieszkańców
- 1888–1891 – wzniesienie katolickiego kościoła parafialnego św. Floriana
- 1899 – budowa kolejki wąskotorowej do Marek
- 1900 – budowa kolejki wąskotorowej do Jabłonny i Wawra
- 1907 – budowa kolejki wąskotorowej do Radzymina
- 1908 – podział Pragi na cyrkuły Nowopraski i Staropraski po włączeniu do Warszawy osad: Nowa Praga, Szmulowizna i Kamionek
- 1916 – na Pradze mieszka około 90 000 mieszkańców
- 14 września 1944 – wyzwolenie Pragi

## Opis
W granicach dzielnicy centralnie położona jest Stara Praga, której większa część zabudowy pochodzi z początku XX wieku oraz okresu międzywojennego i jest rzadkim w stolicy zespołem dobrze zachowanej przedwojennej substancji miejskiej. Centralnym punktem dzielnicy jest plac Wileński, w okolicach którego znajduje się dworzec PKP Warszawa Wileńska, budynek b. Dyrekcji Okręgowej Kolei Państwowych, cerkiew Świętej Równej Apostołom Marii Magdaleny, będąca cerkwią metropolitalną Polskiego Autokefalicznego Kościoła Prawosławnego.
Osią dzielnicy i rejonu jest ulica Targowa, przy której znajduje się Bazar Różyckiego. Na starej Pradze mieści się również neogotycki kościół świętego Michała i świętego Floriana – katedra diecezji warszawsko-praskiej.
Stara Praga, z powodu niewielkich zniszczeń wojennych pełniąca w latach 40. XX wieku funkcje administracyjne, uległa później zaniedbaniu i była uważana za tzw. złą dzielnicę; z drugiej strony zachował się tu częściowo folklor warszawski. Ostatnio staje się ona miejscem coraz bardziej popularnym, wręcz modnym. W 2003 jedna z bardziej znanych praskich ulic, ulica Ząbkowska została uznana w plebiscycie Gazety Wyborczej za miejsce magiczne. W starych praskich kamienicach oraz opuszczonych murach fabryk powstają galerie, centra sztuki, a także pracownie autorskie.
Charakterystyczną dla starej Pragi ulicą pozostaje ulica Brzeska, zwłaszcza na odcinku od Ząbkowskiej do Kijowskiej.

## Ważniejsze obiekty
- Stacja kolejowa Warszawa Wileńska
- Bazylika katedralna św. Michała i św. Floriana
- Cerkiew Świętej Równej Apostołom Marii Magdaleny
- Bazar Różyckiego
- Szpital Praski pw. Przemienienia Pańskiego
- Gmach dawnej Komory Wodnej w Warszawie
- VIII Liceum Ogólnokształcące im. Władysława IV w Warszawie
- Port Praski